# Aperiodyk

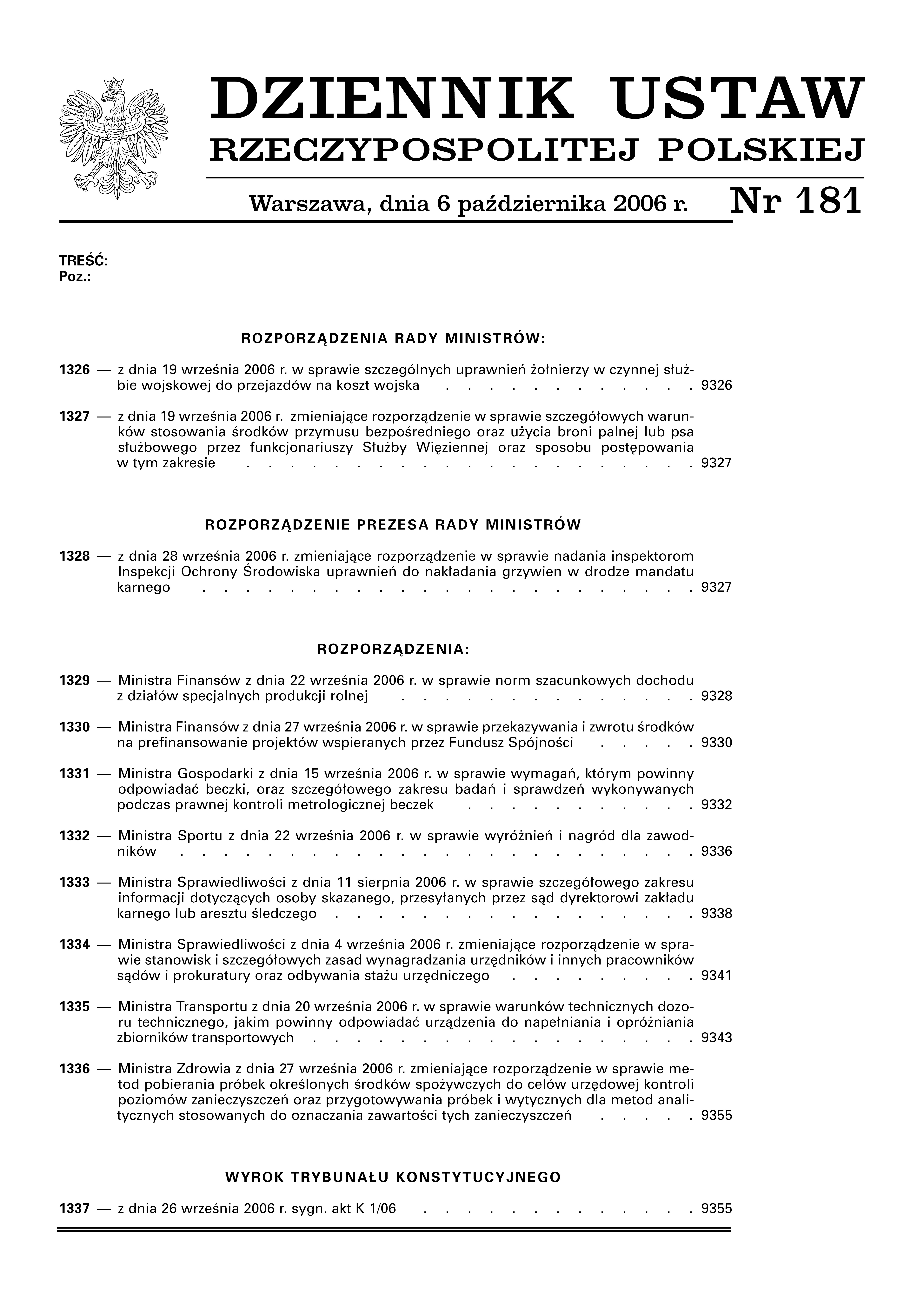
Dziennik Ustaw jest przykładem aperiodyku

Aperiodyk – czasopismo ukazujące się w nieregularnych odstępach czasu (w przeciwieństwie do periodyku). Szczególnym przykładem aperiodyku jest jednodniówka.

## Przykłady aperiodyków
- Aperiodyk mariawicki
- Feniks